# Paul C
Paul C. McKasty (20 de setembro de 1964 - 17 de julho de 1989), mais conhecido como Paul C foi um produtor musical de hip hop e pop rock estadunidense. Foi encontrado morto em sua casa no Queens em um caso não solucionado.